# Chalepus schmidti
Chalepus schmidti es un coleóptero de la familia Chrysomelidae.
Fue descrita científicamente en 1934 por Uhmann.